# Beijing Qijian
Der Beijing Qijian ist ein Amphibienfahrzeug der Marke Beijing. Die englische Bezeichnung lautet Flagship.

## Beschreibung
Die Entwicklung bei Beijing Automobile Works begann laut einer Quelle Ende der 1990er Jahre. Eine andere Quelle gibt an, dass das Fahrzeug eine wichtige Rolle im zehnten Fünfjahresplan spielte, der von 2001 bis 2005 ging. Als Fahrzeugcodes sind BJ5021 und BJ5022 überliefert.
Die Basis bildete der Geländewagen Beijing BJ2032S mit Allradantrieb.
Ein Vierzylindermotor mit 2271 cm³ Hubraum und 68 kW Leistung trieb die Fahrzeuge an.
Eine Quelle nennt 2350 mm Radstand, 4760 mm Länge, 1800 mm Breite, 1905 mm Höhe und 1850 kg Leergewicht.
Eine andere Quelle gibt wahlweise 2500 mm oder 2750 mm Radstand an. Die Länge betrug zwischen 4760 mm und 5260 mm, die Breite zwischen 1800 mm und 1880 mm, die Höhe zwischen 1905 mm und 2000 mm und das Leergewicht zwischen 1850 kg und 1920 kg.
Das Fahrzeug war üblicherweise als Kübelwagen mit vier Türen karosseriert. Durch einen geschlossenen Aufbau konnte es in einen Kombi verwandelt werden.
2008 war das Modell noch in Produktion. Es ist nicht bekannt, wann es eingestellt wurde.
Die chinesische Armee kaufte ein paar Hundert dieser Fahrzeuge.